# Tóth Kálmán (teológus)
Tóth Kálmán (Pápa, 1917. július 16. – Budapest, 2009. március 30.) református lelkész, teológiai doktor, a Budapesti Református Teológiai Akadémia tanára 38 éven át.

## Családja
Apja Tóth Lajos, a Pápai Református Kollégium ének- és zenetanára, anyja Bíró Erzsébet. Felesége Kerecsényi Vilma okleveles tanítónő. Gyermekei: Tóth Kálmán részecskefizikus (1942 október – 2024 április), Tóth Lajos református lelkész, a Reformátusok Lapja főszerkesztője (1946 február – 2007 november), Tóth Éva hegedűművész (1952 június –). 14 testvére közül 6 érte meg a felnőttkort, köztük Tóth Endre egyháztörténész és Tóth Lajos biofizikus.

## Élete
Nagyrészt szülővárosában végezte tanulmányait. 1927-től 1935-ig a pápai református gimnázium diákja volt. Ezután a Pápai Református Teológiai Akadémián kezdett tanulni. Az alapvizsga letétele után 1938 őszétől az Utrechti Egyetem teológiai fakultásán folytatta illetve fejezte be tanulmányait. Utrechtben 2 évig tanult, elsősorban ószövetséggel kapcsolatos tudományos ismereteket szerezve. 1941-ben kapott lelkészi diplomát; az első lelkészképesítő vizsgát 1939-ben, a második lelkészképesítő vizsgát 1941-ben tette le.
1940. június 1-től szeptember 1-ig a pápai református egyházközségben, ezután pedig a dunántúli egyházkerület püspöki hivatalában teljesített segédlelkészi szolgálatot. 1942-től 1950-ig a zánkai, 1951-től 1958-ig a nyárádi gyülekezet lelkésze volt. 1942-ben házasságot kötött Kerecsényi Vilma körmendi születésű okleveles tanítónővel. 1943-ban Pápán magántanári címet szerzett Sámuel próféta, az Isten embere című dolgozatával, majd 1944-ben a Debreceni Magyar Királyi Tisza István Tudományegyetem Hittudományi Karán magna cum laude fokozattal teológiai doktorátust kapott. Zánkán és Nyárádon végzett lelkészi szolgálata mellett 1947 és 1951 között óraadó tanárként a Pápai Református Teológiai Akadémián is tanított ószövetségi tantárgyakat. (1951 és 1998 között a teológiai akadémia nem működött.)
1958-tól 1995-ig a Budapesti Református Teológiai Akadémián (amely 1993-tól a Károli Gáspár Református Egyetem Hittudományi Karaként működött) tanított az ószövetségi tanszéken. 1957-től egyben a Magyar Bibliatanács Fordító Bizottságát is segítette munkájával. Több éven át az akadémia dékáni illetve prodékáni tisztségét is betöltötte, továbbá internátusi felügyelő tanár is volt. Tagja és 1963-tól 1992-ig elnöke volt a Doktorok Kollégiuma ószövetségi szekciójának. A dunántúli egyházkerületi közgyűlés tanintézeti képviselőjeként 1966-tól 1990-ig tagja volt a református egyház zsinatának. 1995-ben vonult nyugalomba 78 évesen. Ezt követően professor emeritus címet kapott. 2009-ben hunyt el 91 éves korában.

## Művei
Jelentős irodalmi tevékenységet fejtett ki. Művei között nagy súllyal szerepelnek a teológiai hallgatók számára írt jegyzetek, köztük egy ószövetségi bevezetés, egy héber nyelvtan, egy ószövetségi bibliai teológia, valamint számos, csak kezdetlegesen sokszorosított formában ismert írásmagyarázati jegyzet. Cikkei, tanulmányai, könyvismertetései, igehirdetései jelentek meg a Theologiai Szemlében, a Református Egyház folyóiratban, a Reformátusok Lapjában, a Confessio folyóiratban, a Képes Kálvin Kalendáriumban és tudományos kötetekben. Több könyvet írt, melyeket a Kálvin Kiadó illetve a Református Zsinati Iroda Sajtóosztálya adott ki. A Jubileumi Kommentárhoz Mózes öt könyvének, a Siralmak könyvének, Jónás, Haggeus és Zakariás könyveinek magyarázatával és bevezető cikkekkel járult hozzá. Számos szócikket írt a Keresztyén Bibliai Lexikonba. Kiemelkedő szerepe volt az új magyar protestáns bibliafordítás elkészítésében; ezért 1997-ben Károli Gáspár-díjjal is kitüntették. Ehhez a munkához kapcsolódik témáját tekintve egyik fő műve, a Bibliafordítás – Bibliamagyarázás című könyv. Nyugdíjas éveiben Kálvin János kisprófétákhoz írt latin nyelvű kommentárjainak magyarra fordításával foglalkozott.
Főbb művei közül néhány:
- Sámuel próféta, az Isten embere, (teológiai magántanári dolgozat) Pápa 1943
- A próféták és a történelem, (doktori értekezés) Pápa 1944
- Ószövetségi bevezetés, Budapest 1958
- Biblica theologia I. rész, Budapest 1959, II. rész, Budapest 1960
- Hermeneutika, Budapest 1961
- Bibliai földrajz, Budapest 1961
- Bibliai kortörténet, Budapest 1964
- Bibliai régiségtan, Budapest 1965
- Bibliai atlasz – kortörténeti bevezetéssel, Ószövetségi rész, (társszerző) Budapest 1973
- A régészet és a Biblia, Budapest 1978 [!1979]
- A héber nyelvtan elemi szabályai, Budapest 1980
- Teológiai írásmagyarázat – válogatott tanulmányok, (szerk.: Karasszon István) Budapest 1992
- Bibliafordítás – Bibliamagyarázás, Budapest 1994
- Az Úrnak félelme: ez a bölcsesség, Budapest 1998
- Az Úr a Sionon lakik! Kálvin János magyarázata Jóel próféta könyvéhez, (fordítás) Budapest 1999
- Az Urat keressétek, akkor élni fogtok! Kálvin János magyarázata Ámósz próféta könyvéhez, (fordítás) Budapest 2002
- Az Úrtól jön a szabadulás! Kálvin János magyarázata Abdiás és Jónás próféta könyvéhez, (fordítás) Budapest 2002
- Légy alázatos Isteneddel szemben! Kálvin János magyarázata Mikeás próféta könyvéhez, (fordítás) Budapest 2003

## Díjai, elismerései
- Magyar Köztársasági Érdemrend tisztikeresztje (1992)
- a hollandiai Református Egyház (Nederlandse Hervormde Kerk) emlékérme (1992)
- a hollandiai Református Szövetség (Gereformeerde Bond) emlékérme (1992)
- a Kolozsvári Egyetemi Fokú Protestáns Theologiai Intézet tiszteletbeli doktori címe (1995)
- Károli Gáspár-díj (1997)
- Pro Pannonia Reformata emlékérem (1997)
- Pro Universitate díj (Károli Gáspár Református Egyetem) (2005)